# 목성에서 본 화성 일면통과
목성에서 본 화성 일면통과는 화성이 목성과 태양 사이를 정확히 통과할 때 발생한다. 목성에서 본 화성은 마치 태양 원반 위를 지나가는 작은 점처럼 보인다.
누구도 목성 근처에서 화성이 태양 위를 지나가는 것을 보지 못했다. 또한 인류는 이 현상을 가까운 시일 내에 관측할 수 있을 것 같지도 않다. 가장 가까운 미래에 일어날 지구 일면 통과 현상은 2040년 7월 8일이다.
목성은 가스 행성이기 때문에 실질적으로 이 현상을 관측하려면 목성 주위에 있는 위성들의 표면에서 태양을 바라봐야 할 것이다. 이 경우 일면통과 발생 시각 및 기타 여건은 이론적인 시간에 비해 약간 달라질 수 있다.

## 발생 빈도
목성에서 화성의 일면통과 장면을 지켜 본 사람은 아직 없다. 그러나 다음 일면통과는 2040년 7월 8일에 일어날 것이다. 이 장면을 우주 탐사선 목격할지도 모른다. 목성에서 본 화성 일면통과는 화성에서 본 지구 일면통과보다 훨씬 자주 발생하며, 지구에서 본 금성 일면통과보다도 자주 발생한다.
목성과 화성의 회합 주기는 846.51일이다. 회합 주기는 1/(1/P-1/Q) 공식을 써서 구할 수 있다. 여기서 P는 화성의 공전 주기이며(686.98일) Q는 목성의 공전 주기이다(4330.595일).
화성의 목성 황도에 대한 궤도경사각은 1.44°로, 이는 지구 황도에 대한 경사각 1.85°보다 작은 값이다.

## 발생일자 목록
목성에서 본 화성 일면통과는 가끔씩 13062.8일 (약 35년 9개월) 을 큰 주기로 하여 일어난다. 이는15.998 화성-목성간 회합 주기이며 19.01 화성년, 3.01 목성년이다. 대부분 두 번째 사건은 근소하게 빗나간다.
| 목성에서 본 화성 일면통과 |
| ------------------------- |
| 1613년 7월 29일           |
| 1631년 5월 18일           |
| 1732년 1월 17일           |
| 1749년 11월 7일           |
| 1767년 10월 24일          |
| 1785년 8월 12일           |
| 1886년 4월 13일           |
| 1904년 2월 3일            |
| 1922년 1월 19일           |
| 1939년 11월 8일           |
| 2040년 7월 8일            |
| 2058년 4월 28일           |
| 2094년 1월 1일            |
| 2158년 12월 26일          |
| 2194년 10월 2일           |
| 2212년 7월 24일           |
| 2313년 3월 23일           |
| 2331년 1월 14일           |
| 2348년 12월 28일          |
| 2366년 10월 19일          |
| 2467년 6월 17일           |

## 같이 보기
- 통과 (천문학)